# Wakool Shire
Koordinaten: 35° 8′ S, 143° 58′ O

Wakool Shire war ein lokales Verwaltungsgebiet (LGA) im australischen Bundesstaat New South Wales. Das Gebiet war 7.520 km² groß und hatte zuletzt etwa 4.000 Einwohner. 2016 ging es im Murray River Council auf.
Wakool lag an der Südwestgrenze des Staates zu Victoria nördlich des Murray River etwa 630 km westlich der australischen Hauptstadt Canberra, 375 km nördlich von Melbourne und 580 km östlich von Adelaide. Das Gebiet umfasste 54 Ortsteile und Ortschaften, darunter Burraboi, Cobramunga, Cunninyeuk, Dhuragoon, Dilpurra, Gonn, Goodnight, Jimaringle, Keri Keri, Koraleigh, Mallan, Mellool, Moolpa, Nacurrie, Niemur, Noorong, Perekerten, Stony Crossing, Tooleybuc, Tooranie, Tueloga, Tullakool, Wakool, Wetuppa und Yanga sowie Teile von Kyalite und Moulamein. Der Sitz des Shire Councils befand sich in der Ortschaft Moulamein im Zentrum der LGA, wo zuletzt etwa 300 Einwohner lebten.
Auf der Yanga Station an der Westgrenze bei Balranald wurde die erste Telefonverbindung Australiens eingerichtet. James Cromyn, Neffe des Erfinders Alexander Graham Bell stellte damals die Kommunikationsmöglichkeit zwischen Farmgebäude und Schafschererunterkunft her.

## Verwaltung
Der Wakool Shire Council hatte sechs Mitglieder, die von den Bewohnern von drei Wards gewählt wurden (je zwei aus den Wards A, B und C). Diese drei Bezirke waren unabhängig von den Ortschaften festgelegt. Aus dem Kreis der Councillor rekrutierte sich auch der Mayor (Bürgermeister) des Councils.